# Cimitero monumentale dell'Aquila
Il cimitero monumentale dell'Aquila è il maggiore e il più importante cimitero dell'Aquila.

## Storia
Fino al XIX secolo, L'Aquila non era dotata di un vero e proprio cimitero e le sepolture avvenivano per lo più all'interno o all'esterno delle chiese cittadine; un primo campo santo venne allestito a sud dell'abitato, lungo l'attuale via Campo di Fossa, ma nel 1804 l'editto di Saint Cloud stabilì che i cimiteri dovessero realizzarsi fuori dalla cinta muraria.

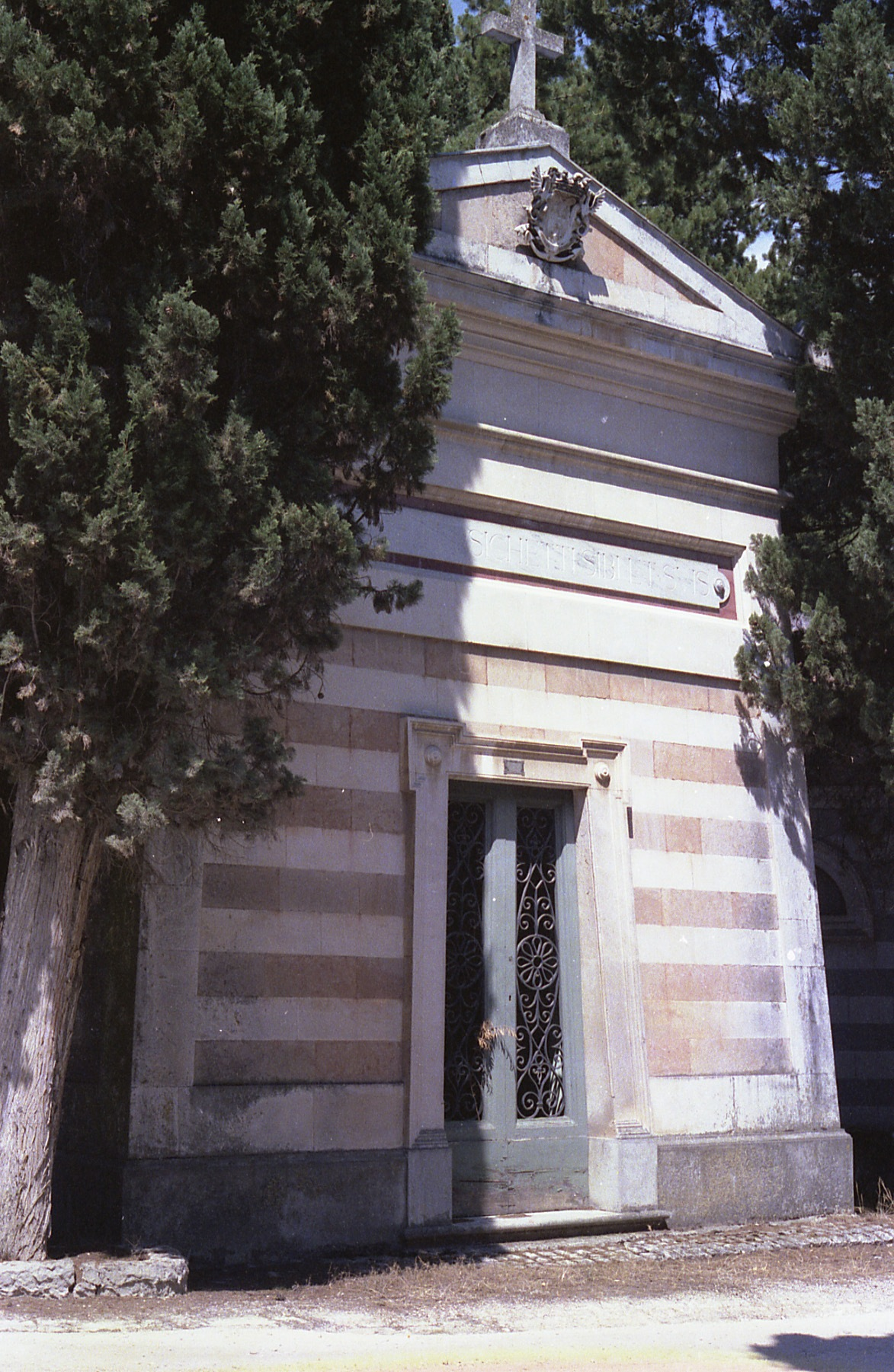
La cappella dei marchesi Persichetti

Ciò nonostante, il complesso cimiteriale prese vita solo in seguito all'Unità d'Italia, nel 1865. Venne realizzato sul colle adiacente alla chiesa di Santa Maria del Soccorso, in una zona all'epoca coperta da oliveti e vigneti.

## Descrizione
Il cimitero monumentale è uno dei venti cimiteri presenti sul territorio comunale e serve il centro storico della città e i suoi principali quartieri periferici. Occupa un'area di circa 14 ettari a ridosso del quartiere Acquasanta, fra via Amleto Cencioni, viale Antonio Panella, piazza degli Olivetani, via della Polveriera e via del Torcituro. Consta di cinque ingressi, di cui il principale è quello localizzato in piazza degli Olivetani.

### Architetture
All'interno del cimitero monumentale si trovano numerose architetture, di cui la maggior parte sono cappelle familiari private o loculari comuni. Sono inoltre presenti: l'ossario cimiteriale (strutturato su diversi piani anche interrati), la camera mortuaria, la cappella dell'Addolorata, la chiesa di San Giuseppe dei Minimi e il sacrario monumentale in memoria dell'eccidio dei IX Martiri. Questi ultimi monumenti sono stati danneggiati dal terremoto dell'Aquila del 2009 e sono stati o sono attualmente sottoposti a lavori di ristrutturazione.

### Sepolture illustri
Tra le personalità sepolte nel cimitero monumentale, si citano:
- Maria Agamben (1899-1984), politica, antifascista e partigiana;
- Laudomia Bonanni (1907-2002), scrittrice;
- Fabio Cannella (1817-1884), patriota e protagonista del Risorgimento in Abruzzo;
- Amleto Cencioni (1906-1994), pittore, restauratore, decoratore e artigiano;
- Paolina Giorgi (1883-1911), cantante, attrice e imprenditrice;
- Mario Magnotta (1942-2009), collaboratore scolastico;
- Pietro Marrelli (1799-1871), avvocato e patriota risorgimentale;
- Fulvio Muzi (1915-1984), pittore, insegnante e politico;
- Niccolò Persichetti (1849-1915), marchese e letterato;
- Francesco Santavicca (1864-1924), violinista;
- Adelchi Serena (1895-1970), politico, ministro dei lavori pubblici e segretario del Partito Nazionale Fascista;
- Karl Heinrich Ulrichs (1825-1895), scrittore e poeta, pioniere del movimento di liberazione omosessuale;[5]
- Ondina Valla (1916-2006), ostacolista e velocista, oro olimpico ai Giochi olimpici di Berlino del 1936;